# Tournée d'inspection de Deng Xiaoping dans le Sud

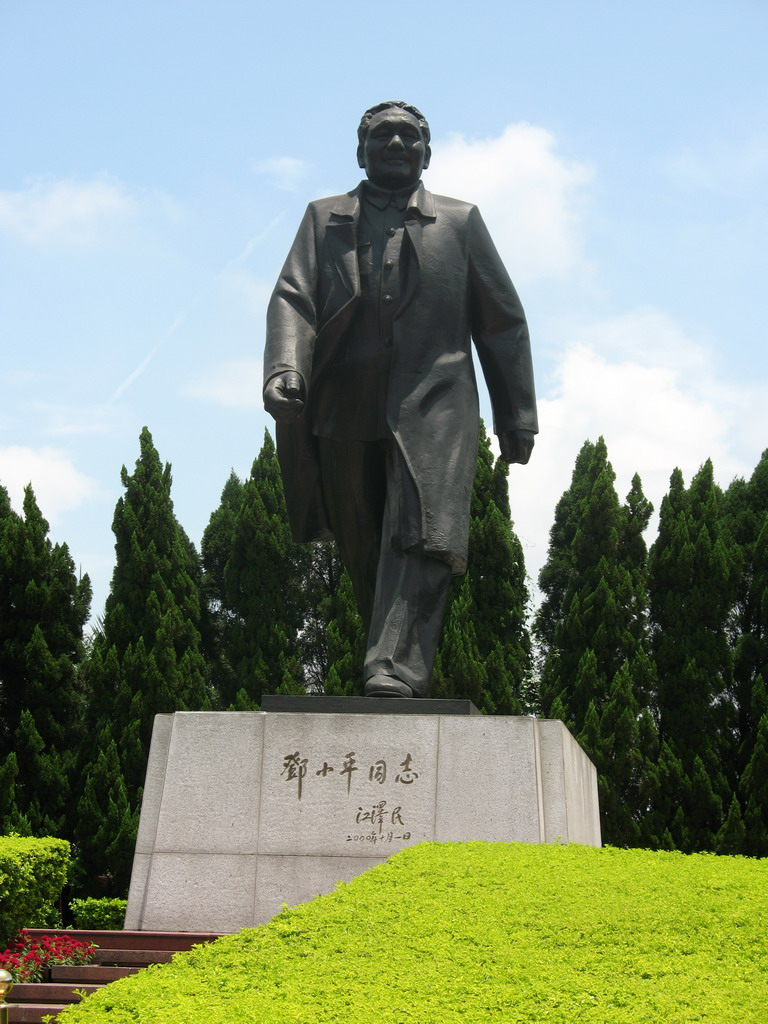
La statue de Deng Xiaoping au sommet du parc Lianhuashan à Shenzhen, en Chine.

La tournée d'inspection de Deng Xiaoping dans le Sud (chinois simplifié : 邓小平南巡 ; chinois traditionnel :  鄧小平南巡) est la tournée de Deng Xiaoping, alors chef suprême de la Chine à la retraite, dans le sud de la Chine, y compris à Shenzhen, Zhuhai, Canton et  Shanghai, du 18 janvier au 21 février 1992,,,,,. Les discours et remarques prononcés par Deng au cours de la tournée ont repris et renforcé la mise en œuvre de son programme « réformes et ouverture » en Chine continentale, qui a été interrompu après la répression militaire (ordonnée par Deng lui-même) des manifestations de la place Tian'anmen en 1989,,,,.  La « tournée d'inspection de Deng » est souvent considérée comme un point critique de l'histoire moderne de la Chine, car elle a sauvé la réforme économique chinoise ainsi que le marché des capitaux et préservé la stabilité de la société,,,,,. 
Deng a souhaité que la province du Guangdong rattrape les « quatre dragons asiatiques » en matière de développement économique d'ici 20 ans,. Il a souligné à plusieurs hauts dirigeants militaires que quiconque n'a pas promu de réformes devrait être renversé,. Cependant, bien que Deng lui-même ait mentionné que la lutte contre la corruption doit être imposée tout au long du processus réformes et ouverture et a souligné l'importance du rule of law, la « tournée d'inspection » n'a pas résolu le problème de la corruption ainsi que l'aggravation des inégalités économiques en Chine,,,,. En outre, il n'a pas repris les réformes politiques chinoises qui ont échoué et se sont terminées lors des manifestations de la place Tiananmen en 1989,,. 

## Contexte historique

### Arrêt des réformes
Les membres du Comité central du Parti communiste chinois (PCC) ont exprimé de sérieux désaccords quant à la poursuite du programme « réformes et ouverture » après les manifestations de 1989 sur la place Tian'anmen. Après que Zhao Ziyang, ancien secrétaire général du Parti communiste chinois et éminent réformiste, ait été contraint de quitter son poste pour soutenir les étudiants et s'opposer à la répression militaire sur les protestations de la place Tiananmen, Jiang Zemin a été nommé nouveau secrétaire général avec le soutien de plusieurs puissants dirigeants du PCC de l'aile gauche tels que Chen Yun et Li Xiannian,. 
En novembre 1989, le Comité central du PCC a adopté une résolution (« 关于进一步治理整顿和深化改革的决定 »), déclarant que le rythme des réformes était trop rapide, et a décidé de réviser les changements. En conséquence, le programme réformes et ouverture s'est arrêté, notamment après la « Chute des régimes communistes en Europe » et à l'époque de la « Dislocation de l'URSS » en 1991. 

### Guerre des médias
Au début du printemps 1991, le journal « Jiefang Daily (en) » de Shanghai a publié plusieurs articles rédigés par « Huang Fuping (皇甫平) » soutenant la poursuite des réformes, qui ont rapidement gagné le soutien des autorités locales et du grand public,,. D'un autre côté, plusieurs médias de Pékin, contrôlés par Jiang Zemin et Li Peng, alors Premier ministre de la république populaire de Chine, ont répondu en critiquant les articles Huang Fuping et se sont demandé si la Chine empruntait une « route capitaliste » ou une « route socialiste »,,. 

## La tournée sud

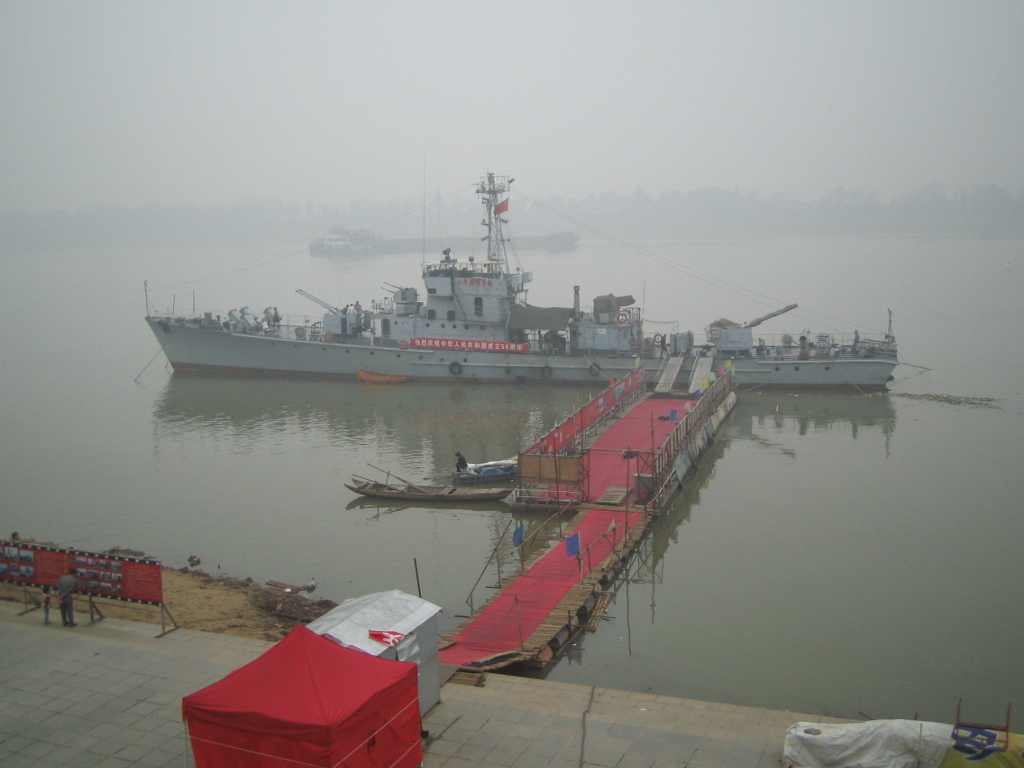
Le navire militaire utilisé par Deng pendant une partie de sa tournée dans le sud.

Deng Xiaoping a commencé sa tournée dans le sud le 18 janvier 1992, où il a visité Wuhan dans la province du Hubei ainsi que Changsha dans la province du Hunan. Il a ensuite visité plusieurs villes de la province du Guangdong, notamment Shenzhen, Zhuhai et Canton du 19 au 29 janvier. Il est resté brièvement dans la province du Jiangxi et est arrivé à Shanghai le 31 janvier, dernier arrêt de sa tournée dans le sud. Après avoir passé le Nouvel An chinois 1992 à Shanghai, Deng s'est brièvement rendu à Nankin dans la province du Jiangsu ainsi que dans la province d'Anhui sur le chemin du retour à Pékin le 20 février.
Au début, la tournée sud de Deng a été ignorée par Pékin et les médias nationaux, qui étaient alors sous le contrôle des rivaux politiques de Deng. Jiang Zemin, secrétaire général du Parti communiste chinois depuis 1989, a montré peu de soutien,,. 
Néanmoins, les médias de Hong Kong ont rapporté pour la première fois la tournée de Deng après avoir reçu la confirmation du gouvernement de Shenzhen, tandis que le Shenzhen Special Zone Daily (深圳特区报) a donné plus tard un rapport détaillé sur la tournée sud de Deng le 26 mars sans avoir reçu l'approbation du gouvernement central chinois, ce qui en fait le premier média à le faire en Chine continentale,,.

### Shenzhen

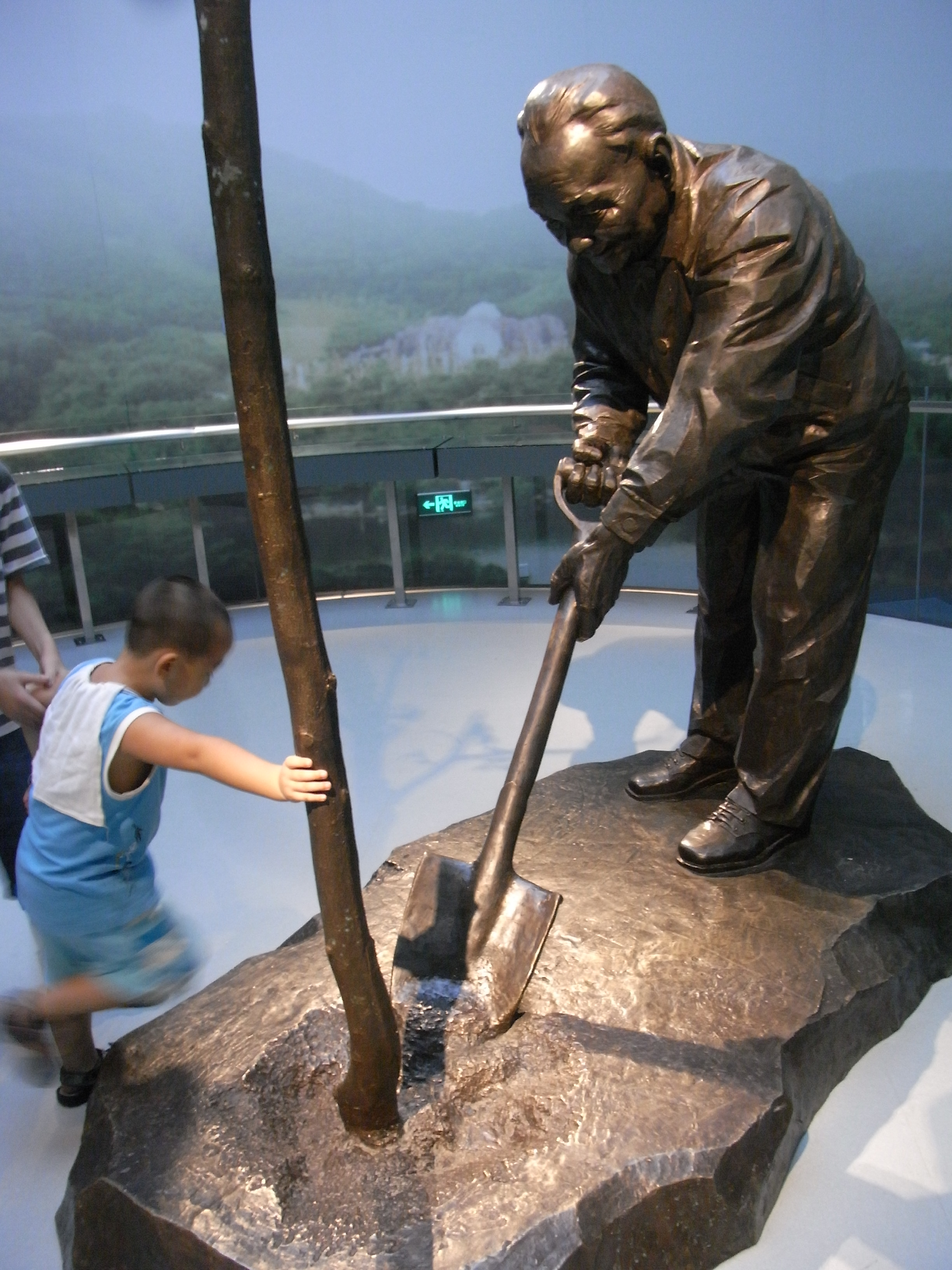
Le 22 janvier 1991, Deng Xiaoping a planté un arbre au « Jardin botanique du lac des fées (仙湖植物园) » à Shenzhen.

Vers 9 heures du matin, le 19 janvier 1992, Deng Xiaoping est arrivé à Shenzhen, l'une des premières zone économique spéciale en Chine approuvée par Deng lui-même,. Pendant la visite, Deng a souhaité que la province du Guangdong rattrape les « quatre dragons asiatiques » en matière de développement économique d'ici 20 ans,. 
La visite de Deng a également sauvé les deux bourses nouvellement créées : la bourse de Shanghai (depuis novembre 1990) et la Bourse de Shenzhen (depuis décembre 1990),. Il a souligné que, :

« Il faudra une étude approfondie pour déterminer si les actions et le marché boursier sont bons pour le socialisme ou non, ou s'ils appartiennent uniquement au capitalisme. Cela signifie également que nous devons d'abord l'essayer!  (证券、股票，这些东西究竟好不好，有没有危险，是不是资本市场独有的东西，社会主义能不能用?允许看，但要坚决地试) »

### Zhuhai
Au cours de la tournée à Zhuhai, Deng a souligné à plusieurs chefs militaires de l'Armée populaire de libération, dont Yang Shangkun, Liu Huaqing et Yang Baibing, que « ceux qui ne promeuvent pas la réforme devraient être démis de leurs fonctions de direction »,. Cela a contraint Jiang Zemin, alors secrétaire général du Parti communiste chinois (PCC), à soutenir et à poursuivre le programme « réformes et ouverture »,.

### Shanghai

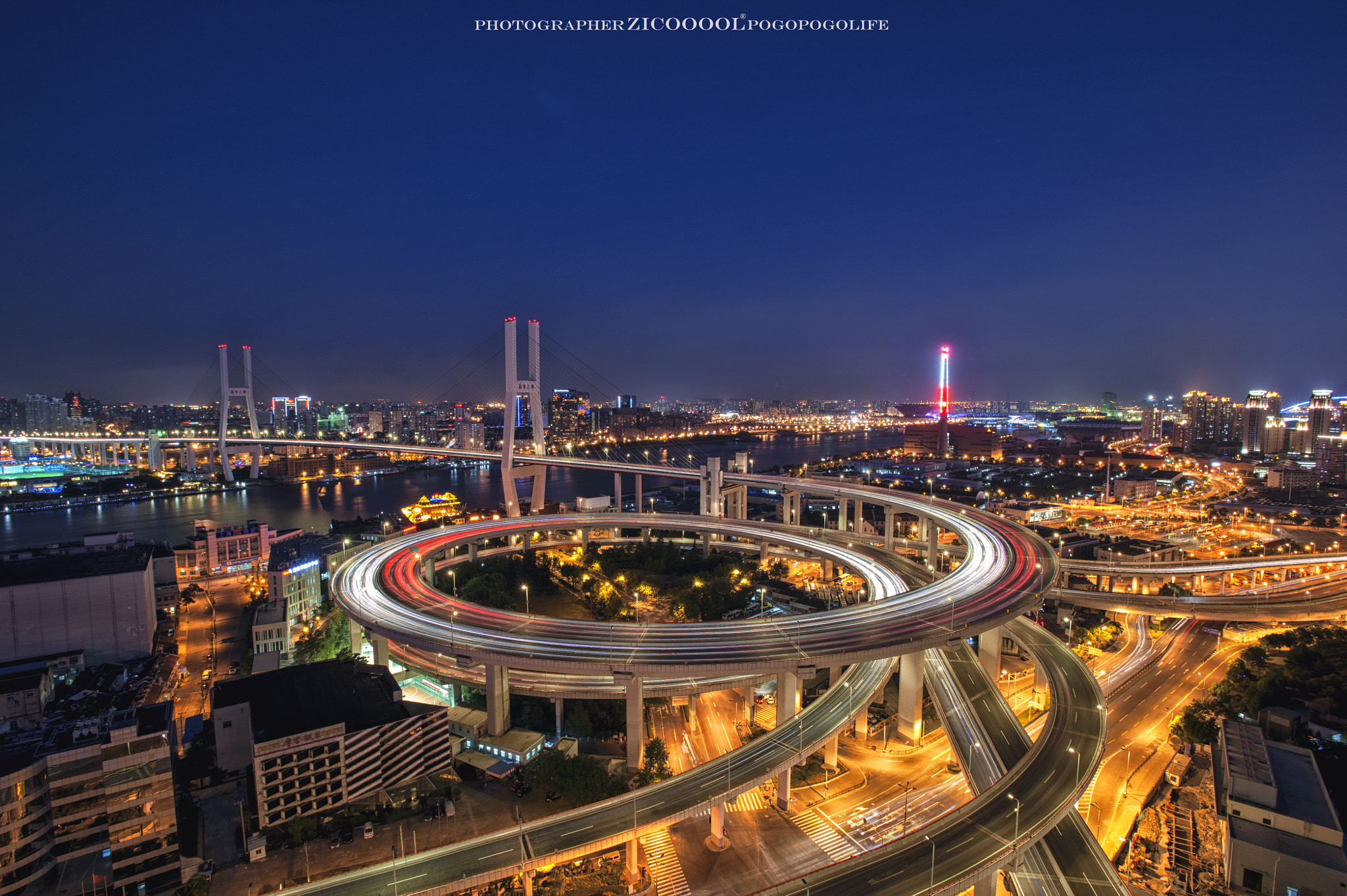
Pont de Nanpu

Le 31 janvier, Deng est arrivé à Shanghai, où il a célébré le Nouvel An chinois 1992. À Shanghai, Deng a visité le Pont de Nanpu le 7 février et certaines entreprises de haute technologie les jours suivants.
Deng a quitté Shanghai pour Pékin le 23 février, terminant sa tournée dans le sud. Il a joué un rôle crucial dans le développement du nouveau district de Pudong à Shanghai, revitalisant la ville en tant que l'un des pôles économiques de la Chine,.

## Remarques célèbres
Certaines des remarques et commentaires notables de Deng Xiaoping au cours de la tournée comprenaient : 
- « Peu importe qu'un chat soit blanc ou noir, s'il attrape la souris, c'est un bon chat (不管黑猫白猫，捉到老鼠就是好猫) », qui ont été initialement publiés par lui dans les années 1960[35],[36],[37] ;
- « Le développement est d'une importance primordiale (发展才是硬道理) »[38] ;
- « [Le gouvernement de Shenzhen] devrait être plus audacieux dans la mise en œuvre des réformes et de l'ouverture, oser faire des expériences et ne pas agir comme des femmes aux pieds liés (改革开放胆子要大一些，敢于试验，不能像小脚女人一样) »[39],[40] ;
- « Nous devons faire plus et nous engager moins dans des discours vides (多干实事，少说空话) »[41].

## Effets

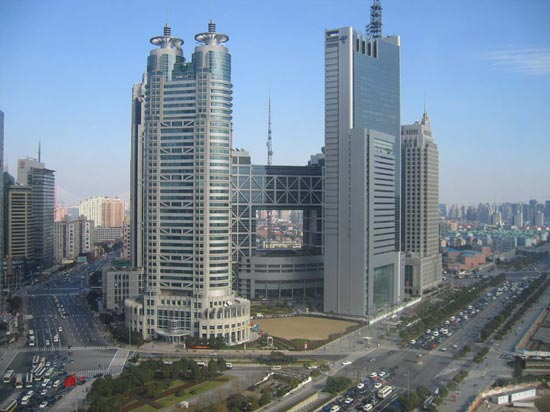
Shanghai Stock Exchange (centre dans l'image).

Les discours de Deng lors de la tournée dans le sud ont fait place à une nouvelle tempête politique entre les factions du Bureau politique du Parti communiste chinois. Jiang Zemin s'est finalement rangé du côté de Deng en avril 1992, et les médias nationaux ont finalement rapporté la tournée de Deng dans le sud près de deux mois après son achèvement. La tournée dans le sud de Deng a aidé ses alliés réformistes tels que Zhu Rongji à grimper au sommet de la puissance nationale et a définitivement changé la direction de la Chine vers le développement économique. En outre, le résultat final de la tournée dans le sud a prouvé que Deng était toujours l'homme le plus puissant de Chine.

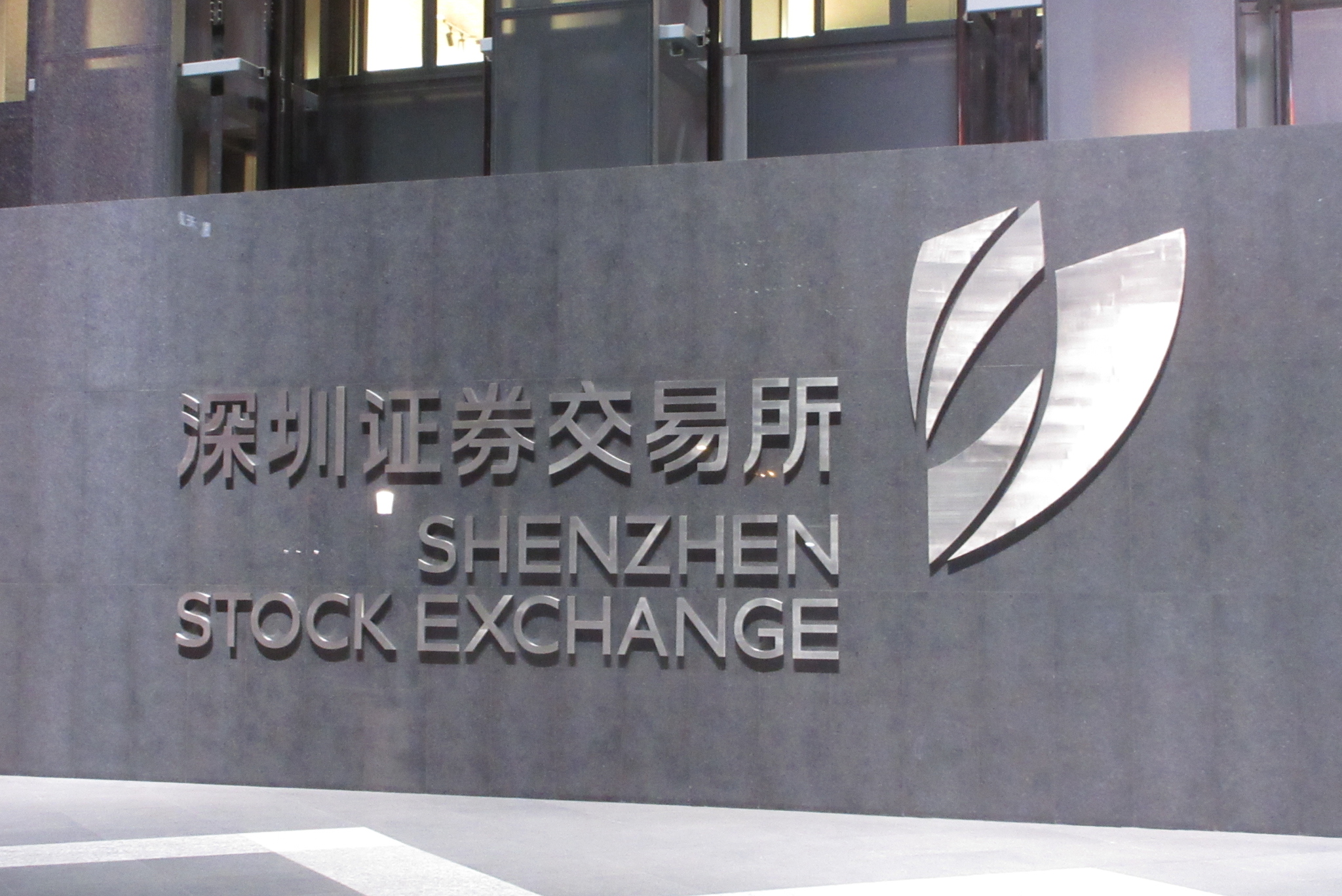
Bourse de Shenzhen

La tournée du sud de Deng a sauvé le marché des capitaux chinois et protégé les deux bourses en Chine : la bourse de Shanghai (depuis novembre 1990) et la bourse de Shenzhen (depuis décembre 1990),,. De plus, son insistance sur l'ouverture économique a contribué à la croissance phénoménale des zones côtières, en particulier de la région du « Triangle d'or » entourant Shanghai.